# Taterillus tranieri
Taterillus tranieri là một loài động vật có vú trong họ Chuột, bộ Gặm nhấm. Loài này được Dobigny, Granjon, Aniskin, Ba, & Volobouev mô tả năm 2003.